# Mona Guérin
Mona Guérin, née le 9 octobre 1934 à Port-au-Prince et morte le 30 décembre 2011, est une éducatrice et écrivaine haïtienne.

## Biographie
Fille de Gontran Rouzier et de Camille Duplessy, elle naît Mona Rouzier à Port-au-Prince. Elle fait ses études chez les sœurs de Saint-Joseph de Cluny et au pensionnat Sainte-Rose de Lima à Port-au-Prince. Elle reçoit une bourse du Conseil des arts du Canada qui lui permet d'étudier la littérature contemporaine à l'Université Saint-Paul d'Ottawa. De retour en Haïti, elle épouse Joseph Guérin, ingénieur ; le couple a deux filles. Elle enseigne à l'école de 1965 à 1980.
De 1961 à 1965, elle rédige une chronique hebdomadaire pour Le Nouvelliste. Guérin écrit également des scénarios pour la série télévisée Gala de galerie parue sur Télé-Haïti de 1977 à 1981 et pour la série radiophonique Roye ! Les voilà qui est diffusé de 1982 à 1994. Elle anime l'émission de radio Dieu à tout moment (1992-1994) et écrit également une soixantaine d'épisodes pour la série radiophonique Petit théâtre de Magik-Stéréo. Elle anime d’autres émissions à caractère religieux, éducatif ou satirique, dont Récréation avec tante Mariette (une émission au service des enfants en 1971) pour Radio Nouveau-Monde et, pour Radio-Métropole, trois émissions dominicales (de 1972 à 1982) : Ces dames gardent la ligne, Variations sur un mot, Jackotte et Monica. Avec sa fille, Élisabeth Guérin Parisot, elle anime les émissions Comment vivons-nous et An nou gade ki jan nap viv (juillet-août 1997) sur les ondes de Magik-Stéréo.
En 1983, elle est nommée Chevalier de l'ordre des Palmes académiques.
Le 30 décembre 2011, Mona Guérin meurt à Port-au-Prince, à l'âge de 77 ans, des suites d'une pneumonie aiguë. 

## Œuvres[5]
- Sur les vieux thèmes, poésie (1958)
- Mi-figue, mi-raisin, stories (1998), reçoit le Prix littéraire des Caraïbes de l'Association des écrivains de langue française
- L'oiseau de ces dames (1966)
- Les cinq chéris (1969)

## Distinctions
- Membre du jury du Prix littéraire Henri Deschamps (de 1975 à 1985)
- Chevalier de l'ordre des Palmes académiques du Gouvernement français, France, 1983.
- Membre du jury aux 4e et 5e Festivals de la Francophonie (1989 et 1990)
- Hommage du barreau de Port-au-Prince en 1991
- Prix littéraire des Caraïbes de l'Association des écrivains de langue française, (ADELF), pour Mi-figue, mi-raisin. 1998.
- « Bravo » du quotidien Le Nouvelliste qui honore une personnalité haïtienne, Haïti, 2001.
- Docteur honoris causa, université royale d’Haïti, Haïti, 2002.